# Colle du Rouet
Colle du Rouet este o arie protejată (arie de protecție specială avifaunistică — SPA) din Franța întinsă pe o suprafață de 11.533 ha, integral pe uscat.

## Localizare
Centrul sitului Colle du Rouet este situat la coordonatele 43°31′57″N 6°37′40″E / 43.5325°N 6.62778°E.

## Înființare
Situl Colle du Rouet a fost declarat arie de protecție specială avifaunistică în baza directivei 79/409 din 1979 referitoare la conservarea păsărilor sălbatice pentru a proteja 34 de specii de animale.

## Biodiversitate
Situată în ecoregiunea mediteraneană, aria protejată nu include niciun habitat protejat.
La baza desemnării sitului se află mai multe specii protejate de  păsări (34): pescăruș albastru (Alcedo atthis), rață pitică (Anas crecca), rață mare (Anas platyrhynchos), fâsă-de-câmp (Anthus campestris), acvilă de munte (Aquila chrysaetos), stârc roșu (Ardea purpurea), stârc galben (Ardeola ralloides), buhai de baltă (Botaurus stellaris), buha (Bubo bubo), Bubulcus ibis, caprimulg (Caprimulgus europaeus),  prundaș gulerat mic (Charadrius dubius), șerpar (Circaetus gallicus), erete cenușiu (Circus pygargus), dumbrăveancă (Coracias garrulus), ciocănitoare neagră (Dryocopus martius), egretă mică (Egretta garzetta), presură de grădină (Emberiza hortulana), șoim călător (Falco peregrinus), lișiță (Fulica atra), becațină comună (Gallinago gallinago), găinușă de baltă (Gallinula chloropus), Hieraaetus fasciatus, stârc pitic (Ixobrychus minutus), sfrâncioc roșiatic (Lanius collurio), ciocârlie de pădure (Lullula arborea), gaia neagră (Milvus migrans), gaia roșie (Milvus milvus), stârc de noapte (Nycticorax nycticorax), viespar (Pernis apivorus), cormoran mare (Phalacrocorax carbo), sitar de pădure (Scolopax rusticola), silvie de tufiș (Sylvia undata), nagâț (Vanellus vanellus).
Pe lângă speciile protejate, pe teritoriul sitului au mai fost identificate 32 de specii de păsări.